# Europäisches Institut für Humanwissenschaften
Das Europäische Institut für Humanwissenschaften (EIHW) ist eine 2013 gegründete private islamische Hochschule in Frankfurt am Main.
Hier werden Islam sowie Arabisch und Deutsch als Fremdsprachen unterrichtet. Sie steht nach Einschätzung des Verfassungsschutzes der Muslimbruderschaft (MB) nahe: „Als Schulungsstätte dient das EIHW der Verbreitung der MB-Ideologie und ist eine Kaderschmiede für MB- und IGD-Funktionäre.“ Die Abschlüsse der Hochschule sind in Deutschland nicht staatlich anerkannt.
Das hessische Justizministerium schätze das Europäische Institut für Humanwissenschaften als eine Organisation ein, die verfassungsfeindliche Ziele verfolgt.

## Hintergründe
Die neue Frankfurter Hochschule gehört zum „Verbund der Europäischen Institute für Humanwissenschaften“, der durch die „Föderation Islamischer Organisationen in Europa“ (FIOE) unterstützt wird. Auf Initiative der FIOE wurde der „Europäische Rat für Fatwa und Forschung“ gegründet. Dessen Vorsitzender ist Yusuf al Qaradawi, der als Chefideologe der Muslimbruderschaft gilt und die Lehrpläne für die Europäischen Institute für Humanwissenschaften miterstellt hat.